# Józef Okuniewski

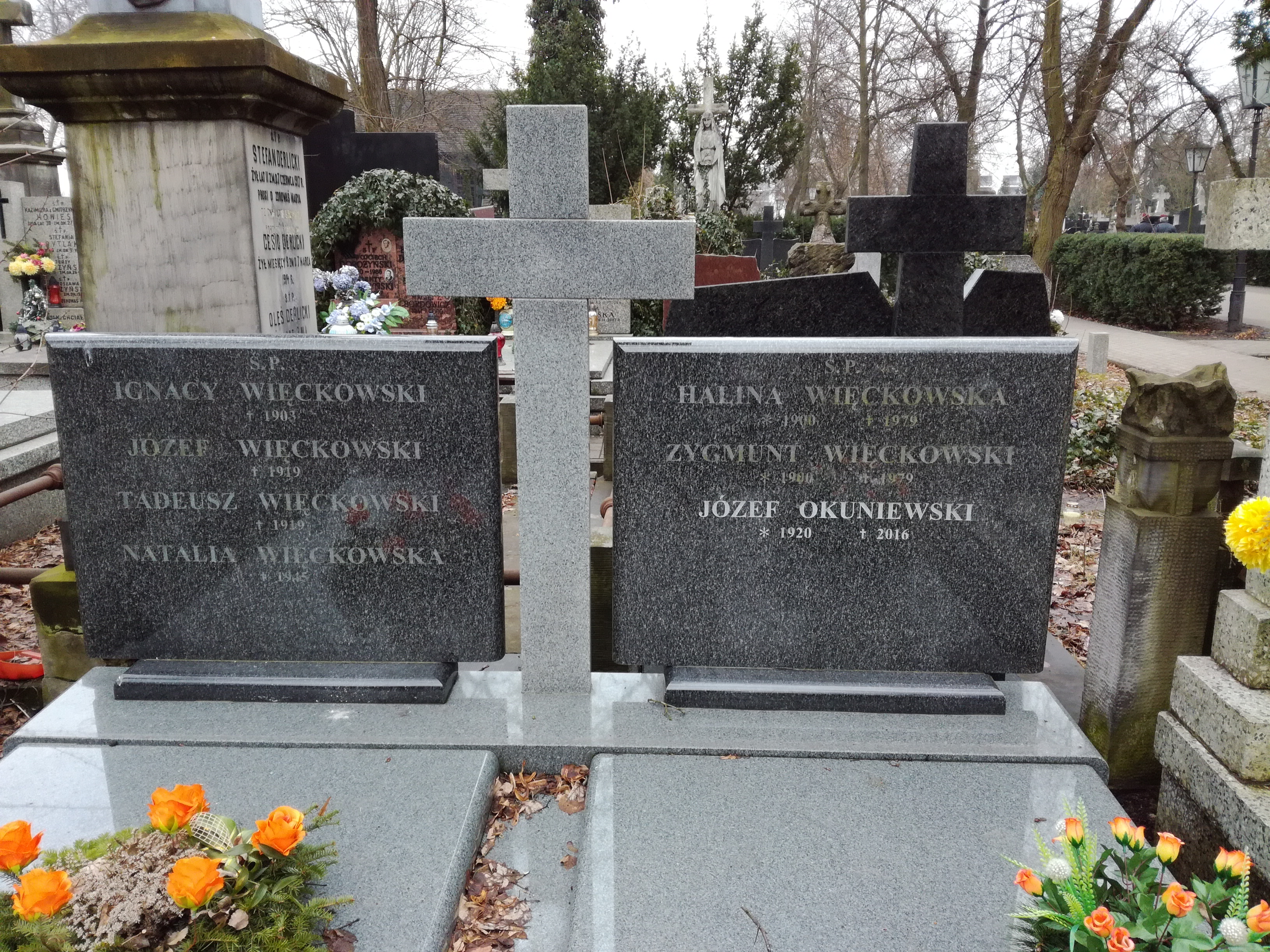
Grób Józefa Okuniewskiego na cmentarzu Bródnowskim

Józef Okuniewski (ur. 5 maja 1920 w Lubotyniu, zm. 31 lipca 2016 w Warszawie) – polski ekonomista, prof. zwyczajny nauk rolniczych i polityk. Minister rolnictwa w latach 1970–1974 i ambasador.

## Życiorys
Syn Józefa i Małgorzaty. W 1950 roku ukończył studia na Uniwersytecie Łódzkim i został asystentem, a następnie adiunktem w Szkole Głównej Gospodarstwa Wiejskiego w Warszawie. W 1958 roku obronił pracę doktorską w SGGW. W 1961 roku habilitował się na SGGW, a w 1967 roku otrzymał tytuł prof. nadzwyczajnego. 14 lutego 1985 Rada Państwa nadała mu tytuł profesora zwyczajnego nauk rolniczych. Przed wojną był instruktorem rolnym w Wieluniu, w czasie okupacji pracował w firmie drzewnej. W 1945 został kierownikiem gminnej szkoły rolniczej, a w 1950 wykładowcą w Instytucie Kształcenia Nauczycieli Szkół Rolniczych w Pszczelinie.
W 1949 wstąpił do Polskiej Zjednoczonej Partii Robotniczej, był członkiem komitetu uczelnianego przy SGGW. W latach 1964–1968 i 1971-1975 był zastępcą członka Komitetu Centralnego PZPR, od 1968 do 1971 członek centralnej komisji rewizyjnej. W 1959 roku został wiceministrem rolnictwa, a od 30 czerwca 1970 do 16 lutego 1974 był ministrem rolnictwa kolejno w rządach Piotra Jaroszewicza. 
W latach 1974–1979 był ambasadorem PRL w Holandii. W latach 1976–1986 profesor ma Wydziale Ekonomiczno-Rolniczym SGGW. W 1986 roku został dyrektorem Instytutu Rozwoju Wsi i Rolnictwa Polskiej Akademii Nauk, którą to funkcję pełni do momentu przejścia na emeryturę w roku 1991, pozostał jednak członkiem Rady Naukowej Instytutu. Uczestniczył w obradach Okrągłego Stołu po stronie partyjno-rządowej w zespole do spraw gospodarki i polityki społecznej.
Pracował w Wyższej Szkole Informatyki Stosowanej i Zarządzania w Warszawie na stanowiska profesora.
Pochowany na cmentarzu Bródnowskim w Warszawie (kw. 16A-4-3/4).

## Odznaczenia i wyróżnienia[5]
- Krzyż Komandorski z Gwiazdą Orderu Odrodzenia Polski
- Order Sztandaru Pracy I klasy (1969)[6]
- Order Sztandaru Pracy II klasy
- Złoty Krzyż Zasługi
- Medal Komisji Edukacji Narodowej
- Złoty Medal „Za zasługi dla obronności kraju” (1973)[7]